# Croce e delizia (album Litfiba)
Croce e delizia, è il sesto album live della rockband italiana Litfiba, pubblicato nel 1998 dalla EMI italiana.

## Descrizione
L'album è stato registrato da Fabrizio "Fabry" Simoncioni con "l'Amek & Vanis White Mobil" al Forum d'Assago il 28 novembre del 1997 ed è la testimonianza live del Mondi Sommersi Tour dello stesso anno.
Nel 2011 i Litfiba hanno deciso di ristampare l'album all'interno del Box Set "Litfiba Rare & Live".

### CD 1
1. Fata Morgana - 6:01
2. Imparerò - 3:58
3. Spirito - 5:35
4. Proibito - 5:04
5. Lo spettacolo - 4:28
6. Sparami - 4:37
7. Si può - 5:32
8. Woda-Woda - 5:39
9. Ritmo - 4:21
10. Lacio drom (Buon viaggio) - 4:59

### CD 2
1. Ci sei solo tu - 6:35
2. Goccia a goccia - 4:39
3. Animale di zona - 4:58
4. Eroi nel vento - 4:18
5. Regina di cuori - 4:28
6. Soldi - 6:54
7. Cangaceiro - 5:55
8. Dottor M. - 5:24
9. El diablo - 4:50
10. Ritmo 2 # - 4:55

## Formazione
- Piero Pelù - voce
- Ghigo Renzulli - chitarra
- Daniele Bagni - basso
- Roberto Terzani - tastiere, chitarra ritmica, campionamenti e cori
- Franco Caforio - batteria

## Singoli e videoclip
- Sparami (promo, videoclip live)